# Clinocera frigida
Clinocera frigida är en tvåvingeart som först beskrevs av Vaillant 1964.  Clinocera frigida ingår i släktet Clinocera och familjen dansflugor. Inga underarter finns listade i Catalogue of Life.